# سیدمیرزا
سیدمیرزا، روستایی در دهستان دهنو بخش اکرم‌آباد شهرستان یزد در استان یزد ایران است.

## جمعیت
بر پایه سرشماری عمومی نفوس و مسکن در سال ۱۳۹۵، جمعیت این روستا برابر با ۱٬۳۴۰ نفر (۳۷۴ خانوار) بوده‌است.